# Publius Sulpicius Galba Maximus
Publius Sulpicius Galba Maximus († nach 192 v. Chr.) war ein der patrizischen gens der Sulpicier entstammender römischer Politiker und Feldherr. Als Konsul des Jahres 211 v. Chr. sorgte er für die Verteidigung Roms gegen den Angriff Hannibals. Im ersten Krieg gegen den makedonischen König Philipp V. hatte er von 210–206 v. Chr. den Oberbefehl inne, den er erstmalig in der römischen Geschichte auch mit seinen Seestreitkräften in der Ägäis führte. Durch den Krieg sollte er Philipp V. an einer Hilfeleistung für Hannibal hindern. Er eroberte 210 v. Chr. Ägina, musste aber nach der Kriegsermüdung seiner Verbündeten, der Aitoler, in den letzten beiden Kriegsjahren inaktiv bleiben. 203 v. Chr. war er Diktator zur Abhaltung der Konsulwahlen. 200 v. Chr. wurde er erneut Konsul und kommandierte die römischen Truppen in dem nun ausbrechenden zweiten Krieg gegen Philipp V. Auf seinem 199 v. Chr. unternommenen Feldzug stieß er bis Makedonien vor, drang aber nicht tiefer in das Land ein. Nachdem die Römer den Krieg gewonnen hatten, beteiligte er sich an den Friedensverhandlungen mit Philipp V. Ferner führte er Gespräche mit dem Seleukidenherrscher Antiochos III., als sich zwischen diesem und Rom ebenfalls ein bewaffneter Konflikt anbahnte.

## Leben

### Abstammung; Verteidigung Roms gegen Hannibal
Publius Sulpicius Galba Maximus war laut der Filiationsangabe der Fasti Capitolini Sohn eines Servius Sulpicius und Enkel eines Publius Sulpicius. Wahrscheinlich war sein Großvater der Konsul von 279 v. Chr., Publius Sulpicius Saverrio. Obwohl Galba vorher noch keines der niedrigeren öffentlichen Ämter des Cursus honorum bekleidet hatte, gelangte er 211 v. Chr. wohl durch die Unterstützung des mächtigen römischen Politikers Quintus Fulvius Flaccus, der die Wahlen leitete, zum Konsulat. Er trat diese hohe Funktion am 15. März 211 v. Chr. an und traf mit seinem Amtskollegen Gnaeus Fulvius Centumalus die nötigen Maßnahmen zur Verteidigung Roms gegen den Überraschungsangriff Hannibals, der durch diese Attacke die römischen Belagerungsarmeen von Capua hierherzuziehen hoffte. Der karthagische Feldherr konnte Rom nicht einnehmen, und insbesondere Galba versuchte den daraufhin wieder abziehenden Puniern ihre Beute zu entreißen.

### Rolle im ersten makedonisch-römischen Krieg
Gemäß dem ursprünglichen Plan hätten beiden Konsuln gegen Hannibal in Süditalien kämpfen sollen und hatten deshalb Apulien als Provinz erhalten. Nach der Eroberung Capuas genügte aber ein Konsul auf dem süditalienischen Kriegsschauplatz, während Galba durch Entscheid des Loses als Nachfolger des Marcus Valerius Laevinus Ende 211 v. Chr. den Oberbefehl im Ersten Makedonisch-Römischen Krieg gegen König Philipp V. übernahm. In der Stellung eines Prokonsuls blieb er bis 206 v. Chr. römischer Oberkommandierender in Griechenland. Er hatte nur geringe römische Landtruppen, sondern hauptsächlich Seestreitkräfte zur Verfügung, wobei die Mannschaften seiner Schiffe von den römischen Bundesgenossen (Socii navales) gestellt wurden. Galbas Hauptaufgabe war nämlich dafür zu sorgen, dass vornehmlich die Aitoler und der ebenfalls mit Rom verbündete pergamenische König Attalos I. die nötigen Truppen für den Kampf gegen Philipp V. bereitstellten. Außerdem hatte Galba die Kriegskosten dadurch zu decken, dass die Römer gemäß dem von seinem Vorgänger geschlossenen Vertrag Beute und Gefangene erhielten, während die Aitoler eroberte Gebiete behalten durften. Durch das Bemühen der Fortführung des Krieges suchte Galba den makedonischen König auf dem Balkan zu binden, um ihn von einer aktiven Unterstützung Hannibals abzuhalten.
Der Althistoriker Friedrich Münzer vertritt bezüglich der Chronologie des römischen Geschichtsschreibers Titus Livius – der einzigen erhaltenen ausführlichen Quelle zu Galbas Kriegsoperationen gegen Philipp V. – die Ansicht, dass Livius den ersten Feldzug Galbas übergangen, die beiden folgenden um ein Jahr zu spät datiert und die weiteren wieder unterdrückt habe. Galba führte 210 v. Chr. erstmals eine römische römische Flotte in die Ägäis. Zusammen mit dem vom aitolischen Strategen Dorimachos kommandierten Truppenkontingent versuchte er zunächst vergeblich, Philipp V. zur Aufhebung der Belagerung der am Nordufer des Malischen Golfs gelegenen Stadt Echinos zu zwingen. Anschließend eroberte er mit den Aitolern die Insel Ägina. Er wollte die Einwohner als Sklaven verkaufen, gestattete aber letztlich ihren Freikauf durch ihnen befreundete Staaten. Ägina fiel vertragsgemäß den Aitolern zu, die sie gegen eine Geldsumme Attalos I. überließen. Ein Nachkomme Galbas ließ diesen Sieg auf einer Münze darstellen.
209 v. Chr. sandte Galba etwa Tausend Mann von seinen Flottenstreitkräften zur Unterstützung der Aitoler. Diese vereinigte Armee kämpfte dann gemeinsam mit Hilfstruppen des Königs Attalos I. in der Schlacht von Lamia unglücklich gegen Philipp V. Während dieser militärischen Auseinandersetzung hielt sich Galba selbst mit seinen restlichen Truppen in Naupaktos auf. Um dieselbe Zeit ließ er Dyme plündern. Einen weiteren Raubzug führte er im östlichen Gebiet des Achaiischen Bundes durch, indem er die Gegend zwischen Sikyon und Korinth plünderte. Philipp V. eilte mit seinen Truppen von Nemea herbei und überfiel die beutebeladenen verstreuten Römer, die zu ihren Schiffen zurückkehren mussten und wieder nach Naupaktos segelten. Die Makedonen fielen daraufhin mit den Achaiern in Elis ein. Galba segelte inzwischen unbemerkt mit 4000 Soldaten, die er auf 15 Schiffe verteilte, von Naupaktos nach Kyllene. Er führte diese Streitmacht den vereinigten Aitolern und Eleiern zu. Es kam zum Kampf, in dessen Verlauf der Makedonenkönig persönlich mit seiner Reiterei die Römer angriff und dabei in Gefahr geriet. Die Winterquartiere bezog Galba mit dem pergamenischen König Attalos I. auf Ägina.
Im Frühjahr 208 v. Chr. fuhren Galba mit seinem aus 25 römischen Schiffen bestehenden Geschwader und die mit ihm alliierte, aus 35 pergamenischen Schiffen zusammengesetzte Kriegsflotte des Attalos I. zur Demonstration ihrer Beherrschung der See von Ägina nach Lemnos. Auf dem Rückweg passierten sie die Sporaden-Insel Peparethos. Zwar gelang es Attalos nicht, den gleichnamigen Hauptort einzunehmen, doch verheerte er das umgebende Land. Auf der Weiterfahrt berührten Galba und Attalos den Ort Nikaia in Lokris und besuchten daraufhin die in Herakleia Trachinia tagende aitolische Bundesversammlung. Nach der Rückkehr zur Flotte versuchten sie Oreos auf Euböa zu erobern, wobei Sulpicius von der Seeseite her gegen die Stadt vorging, während Attalos I. den Oberbefehl beim Angriff von der Landseite her führte. Den Erfolg sicherten ihnen aber Geheimverhandlungen mit dem makedonischen Garnisonskommandanten Plator. Er ließ sich zum Verrat anstiften, sodass die Römer und Pergamener die Stadt nach vier Tagen einzunehmen vermochten. Die römischen Schiffsbesatzungen plünderten Oreos, dessen Einwohner teils getötet, teils gefangen wurden. Nur die Garnison durfte abziehen. Danach wandte sich Galba gegen Chalkis auf Euböa, konnte es aber infolge der festen Lage der Stadt und den für eine feindliche Flotte ungünstigen Verhältnissen in der Meerenge Euripos, die durch heftige Meeresströmungen und unberechenbare Fallwinde bewegt war, nicht erobern. Dann segelte er weiter nach Kynos, dem Hafen von Opus. Bald begab er sich wieder nach Oreos, während Attalos Opus erstürmte und ausraubte, aber durch den unerwarteten Anmarsch Philipps V. in die Flucht geschlagen wurde und sich mit seiner Flotte Galba in Oreos anschloss. Da er vom Einfall des bithynischen Königs Prusias I. in sein eigenes Reich vernahm, zog Attalos mit seinen gesamten Streitkräften nach Pergamon ab. So musste sich auch Galba von Oreos nach Ägina zurückziehen. Auch konnte er Philipp V. nicht an der Heimfahrt von Kenchreai durch den Saronischen Golf nach Makedonien hindern.
Von Rom erhielt Galba keine Unterstützung mehr, sodass ihm weitere Unternehmungen in den Jahren 207 und 206 v. Chr. nicht möglich waren, zumal sich bei seinen griechischen Verbündeten Kriegsmüdigkeit breitmachte. Er versuchte, Friedensverhandlungen zwischen den Aitolern und Philipp V. zu vereiteln, indem er den Senat 206 v. Chr. dazu überredete, 10.000 Infanteristen und 1000 Reiter aus Italien nach Griechenland zu schicken. Diese neuen Truppen brachte Publius Sempronius Tuditanus, der zu Galbas Nachfolger bestimmt worden war, 205 v. Chr. zum griechischen Kriegsschauplatz. Allerdings hatten die Aitoler trotz gegenteiliger Vorstellungen Galbas bereits Frieden mit dem Makedonenkönig geschlossen.

### Teilnahme am zweiten makedonisch-römischen Krieg; Verhandlungen mit Antiochos III.
203 v. Chr. wurde Galba durch den Konsul Gaius Servilius Geminus zum Wahl-Diktator ernannt. Im Gegenzug erwählte er sich Servilius’ Bruder Marcus Servilius Pulex Geminus zum Reiterführer und beförderte diesen 202 v. Chr. zum Konsulat. Eine differierende, von Livius überlieferte Darstellung ist nach der Meinung von Friedrich Münzer gefälscht.
Zum zweiten Mal zum Konsul wurde Galba 200 v. Chr. gewählt und hatte Gaius Aurelius Cotta zum Amtsgenossen. Seine Wiederwahl stand im Zusammenhang mit dem Entschluss zur Erneuerung des Krieges mit König Philipp V. Als er sein Amt am 15. März 200 v. Chr. antrat, führte er das entsprechende Senatskonsult herbei und erhielt, bloß förmlich durch Losentscheid, Makedonien als Provinz. Viele Römer waren indessen unwillig, einen neuen Kampf beginnen zu müssen, da sie sich kaum vom Zweiten Punischen Krieg erholt hatten. Galba setzte aber in den zögernden Komitien den zunächst von ihnen verworfenen Kriegsbeschluss gegen den Makedonenkönig durch, woraufhin diesem förmlich der Krieg erklärt wurde und Gelübde dargebracht wurden. Als nunmehriger Oberbefehlshaber im Zweiten Makedonisch-Römischen Krieg durfte er Aushebungen unter den von Publius Cornelius Scipio Africanus aus Nordafrika zurückgebrachten Soldaten durchführen, aber keinen dieser Veteranen für den folgenden Feldzug zwangsverpflichten. Er brachte längere Zeit mit umfangreichen Rekrutierungen und Rüstungen zu, um ein Heer in der Stärke von etwa 25.000 Soldaten aufstellen zu können, das aus zwei Legionen und einer entsprechenden Zahl bundesgenössischer Truppen bestand. Auch wurden von den Römern erstmals Elefanten an einen Kriegsschauplatz mitgeführt. Als Galba schließlich mit seinen Streitkräften von Brundisium nach Dyrrhachium übersetzte und nach Illyrien zog, war es bereits Herbst. Daher verschob er die Aufnahme der Kampfhandlungen auf das nächste Jahr und bezog Winterquartiere am Apsos nahe Apollonia. Da ihn aber athenische Gesandte bei seiner Landung um Schutz gegen Makedonien ersucht hatten, schickte er ihnen seinen Legaten Gaius Claudius Centho mit 1000 Kriegern auf 20 Schiffen zur Hilfe.
Laut dem byzantinischen Historiker Zonaras, dessen Darstellung auf Cassius Dio zurückgeht, war Galba zur damaligen Zeit krank und brauchte längere Zeit zur Rekonvaleszenz. Doch begann er gleich nach seiner Ankunft in Griechenland mit politischen Vorbereitungen, um Verbündete für einen einheitlichen Gesamtplan zum Angriff auf Philipp V. zu gewinnen. Dazu empfing er Gesandte befreundeter griechischer Staaten und schickte selbst Boten nach Rhodos und zu den Aitolern. Auf der militärischen Ebene organisierte er die ausreichende Verproviantierung seiner Armee und entsandte Anfang 199 v. Chr. mehrere Legaten, die den Seekrieg in der Ägäis aufnehmen und gleichzeitig die Westgrenze Makedoniens angreifen sollten.
Livius schildert den folgenden Feldzug Galbas sehr ausführlich. Als Quelle diente ihm die heute verlorene Darstellung des Polybios, der den eigenen Bericht Galbas und andere gleichzeitige Zeugnisse einsehen konnte. Demnach zog Galba zunächst auf einer Route, die der erst später angelegten Via Egnatia entsprach. Danach marschierte er durch Dassaretien, wo sich ihm die meisten auf dem Weg liegenden Dörfer ergaben, nördlich des Ochridasees bis zur fruchtbaren westmakedonischen Hochebene Lynkestis. Hier war sein Heer gut zu verproviantieren. Bisher war er über die Bewegungen der feindlichen Armee uninformiert. In Lynkestis kam seine Vorhut erstmals zufällig mit einem gegnerischen Truppenkontingent in Kontakt, woraus sich ein Reitergefecht entspann. Nun bezog er mit seinen Truppen in Süd-Lynkestis sein Lager in nur knapp zwei km Entfernung vom circa 22.000 Mann zählenden makedonischen Heer, konnte Philipp V. aber nicht zu einer größeren Schlacht, sondern nur zu kleinen Gefechten der leichten Truppen und Reiter herausfordern. Daraufhin zog sich Galba etwa 12 km zurück und nahm seine Stellung beim sonst unbekannten Ort Ottolobus, da ihm hier ein größeres Areal zum Fouragieren zur Verfügung stand. Eine Gruppe seiner Soldaten, die sich zu weit von ihrem Lager entfernt hatte, wurde von einem von Philipp V. persönlich angeführten Reitertrupp und seinen kretischen Hilfstruppen überfallen. Als Galba von diesem Missgeschick erfuhr, eilte er mit seinen Legionen herbei und besiegte den Makedonenkönig im anschließenden Gefecht. So rettete er seine bedrohten Krieger, während auf makedonischer Seite 200 Reiter fielen und weitere 100 gefangen genommen wurden. Philipp V. geriet in Lebensgefahr, doch gelang ihm die Flucht.
Der Makedonenkönig bat nun zum Schein um einen Waffenstillstand, und als Galba die Entscheidung auf den nächsten Tag verschob, zog er unbemerkt von den Römern in die Berge nach Südosten ab. Galba marschierte daraufhin nach Stuberra, wo er Getreide abernten ließ, und suchte dann die Gegend um Pluinna heim. Dann zog er südlich in Richtung der Landschaft Eordaia, deren Zugänge Philipp V. besetzt und stark befestigt hatte. Diese schwierig zu erobernde Stellung vermochte Galba relativ problemlos zu bezwingen, wobei ihm die dem Feind überlegene römische Bewaffnung und Taktik im Nahkampf zugutekam. Er rückte aber u. a. wegen der bereits sehr späten Jahreszeit nicht weiter vor. Auf dem Rückmarsch verwüstete er die Eordaia, zog dann westwärts durch die Elimiotis nach der Landschaft Orestis und erstürmte die Stadt Keletron. Die weitere Route führte ihn wieder durch Dassaretien, wo er den Gebirgszug Pelion besetzen ließ, nach Apollonia zurück. Sein Sieg bei Ottolobus hatte immerhin die Aitoler überzeugt, ihre bisher abwartende Haltung aufzugeben und sich erneut mit Rom zu verbünden.
Im Herbst 199 v. Chr. traf Galba in Apollonia den Konsul dieses Jahres, Publius Villius Tappulus, der von ihm das Oberkommando übernahm. Nun kehrte Galba nach Rom zurück. 197 v. Chr. war er zusammen mit Tappulus dem Prokonsul Titus Quinctius Flamininus als Legat zugeteilt. Nachdem Flamininus den Makedonenkönig im Juni 197 v. Chr. in der Schlacht von Kynoskephalai entscheidend geschlagen hatte, war Galba einer der zehn Kommissare, die dem Prokonsul bis Ende 196 v. Chr. bei den Friedensverhandlungen in Griechenland zu helfen hatten. Damals begann sich der Konflikt Roms mit Antiochos III. anzubahnen. Galba nahm 196 v. Chr. auch an der ergebnislosen Unterredung einer römischen Gesandtschaft mit dem Seleukidenherrscher in Lysimacheia teil.
193 v. Chr. fanden in Rom neue Verhandlungen mit Gesandten des Antiochos III. statt, an denen sich wiederum Galba in führender Rolle beteiligte. Da der Vertreter des Königs angab, nicht genügend bevollmächtigt zu sein, wurde beschlossen, dass Galba gemeinsam mit zwei weiteren an der früheren Konferenz in Lysimacheia beteiligten römischen Delegierten, Publius Villius Tappulus und Publius Aelius Paetus, zu Antiochos III. reisen sollte. Die drei Gesandten machten zuerst in Pergamon am Hof des Königs Eumenes II. Halt, wo Galba krank zurückblieb. Als er sich wieder erholt hatte, begab er sich mit dem gleichfalls nach Pergamon zurückgekehrten Villius nach Ephesos. Auch hier war wieder nur ein Minister des Seleukidenkönigs, Minnion, ihr Verhandlungspartner, und die Gespräche brachten keinen Durchbruch. Die Römer machten sich danach auf den Heimweg und langten 192 v. Chr. in Rom ein. Da Galba, bereits in höherem Alter stehend und kränklich, nach diesem Zeitpunkt in den erhaltenen Quellen nicht mehr erwähnt wird, dürfte er bald darauf gestorben sein.